# Dioon
Dioon és un gènere de gimnospermes de la divisió Cycadophyta, família Zamiaceae. Inclou 14 espècies originàries d'Amèrica.

## Distribució i hàbitat
És originari dels Estats Units, Mèxic, Hondures, i Nicaragua. Els seus hàbitats inclouen selves tropicals, àrees costaneres. A Amèrica del Nord, Dioon pot veure's creixent des del sud de Florida fins a Savannah, a Geòrgia.

## Taxonomia
- Dioon califanoi De Luca & Sabato
- Dioon caputoi De Luca et al.
- Dioon edule Lindl.
- Dioon holmgrenii De Luca et al.
- Dioon mejiae Standl. & L.O.Williams
- Dioon merolae De Luca et al.
- Dioon purpusii Rose
- Dioon rzedowskii De Luca et al.
- Dioon sonorense (De Luca et al.) Chemnick et al.
- Dioon spinulosum Dyer
- Dioon tomasellii De Luca et al.